# 보호르리드벅
보호르리드벅(bohor reedbuck, 학명: Redunca redunca)은 중앙아프리카에서 서식하는 영양의 일종이다. 소과 리드벅속에 속한다. 1767년 독일 동물학자 겸 식물학자인 팔라스(Peter Simon Pallas)가 처음 기술했으며, 5종의 아종으로 이루어져 있다. 중형 크기의 이 영양의 몸길이는 100~135cm 정도이다. 수컷의 어깨높이는 약 75~89cm인 반면에 암컷은 69~76cm 정도이다. 수컷은 몸무게는 43~65kg, 암컷은 35~45kg이다. 천적은 사자, 치타, 표범, 점박이하이에나, 아프리카들개, 나일악어 다.

## 아종
알려져 있는 아종은 5종이다.
- 아비시니아보호르리드벅 (R. r. bohor) Rüppell, 1842 - 에티오피아(아비시니아) 남서부와 서부 및 중부, 수단의 청나일 주에서 발견.
- R. r. cottoni (W. Rothschild, 1902) - 남수단의 수드와 콩고 민주 공화국 북동부, 우간다 북부(추정)에서 발견. 이명은 R. r. donaldsoni.
- R. r. nigeriensis (Blaine, 1913) - 나이지리아, 카메룬 북부, 차드 남부, 중앙아프리카공화국에서 발견..
- R. r. redunca (Pallas, 1767) - 세네갈부터 동쪽으로 토고까지 분포. 아프리카 북부 사바나 지역에서 서식. 아종 R. r. nigeriensis과의 관계는 불명확함.
- R. r. wardi (Thomas, 1900) - 우간다와 콩고 민주 공화국 동부, 아프리카 동부에서 발견. 이명은 R. r. ugandae 및 R. r. tohi.